# Baldassare Longhena
Baldassare Longhena (c. 1598 - Venetië, 18 februari 1682) was een Italiaanse architect en ontwerper die vooral in Venetië werkte in de barokstijl.

## Biografie
Longhena ging in de leer bij architect Vincenzo Scamozzi en voltooide na de dood van Scamozzi zijn monumentale Procuratie Nuove op het San Marcoplein. Longhena ontwierp en bouwde in zijn carrière voornamelijk paleizen, kerken en kathedralen. Zijn bekendste werk is de Basiliek van Santa Maria della Salute waarvan de bouw begon in 1631 en pas na zijn dood in 1687 zou worden voltooid. De kerk met twee koepels staat op het schiereiland tussen het Canal Grande en de Zattere. De hoofdingang, naar het voorbeeld van de Romeinse triomfboog, werd later overgenomen in diverse kerken en kathedralen in zowel Venetië als daarbuiten. 
Een ander groot ontwerp van Longhena was de kathedraal van Chiogga. Na een brand in 1623 werd de oorspronkelijke kathedraal verwoest en kreeg Longhena de opdracht voor de herbouw ervan die plaatsvond vanaf 1624 en uiteindelijk werd voltooid in 1684.
Andere ontwerpen van Longhena zijn de paleizen Palazzo Belloni Battagia, Palazzo Giustiniani, Ca' Rezzonico en Ca' Pesaro waarvan de twee laatsten pas na zijn dood zijn voltooid. 
Longhena is ook verantwoordelijk voor diverse ontwerpen van ornamenten en monumenten waaronder het grafmonument van de Doge van Venetië, Giovanni Pesaro.

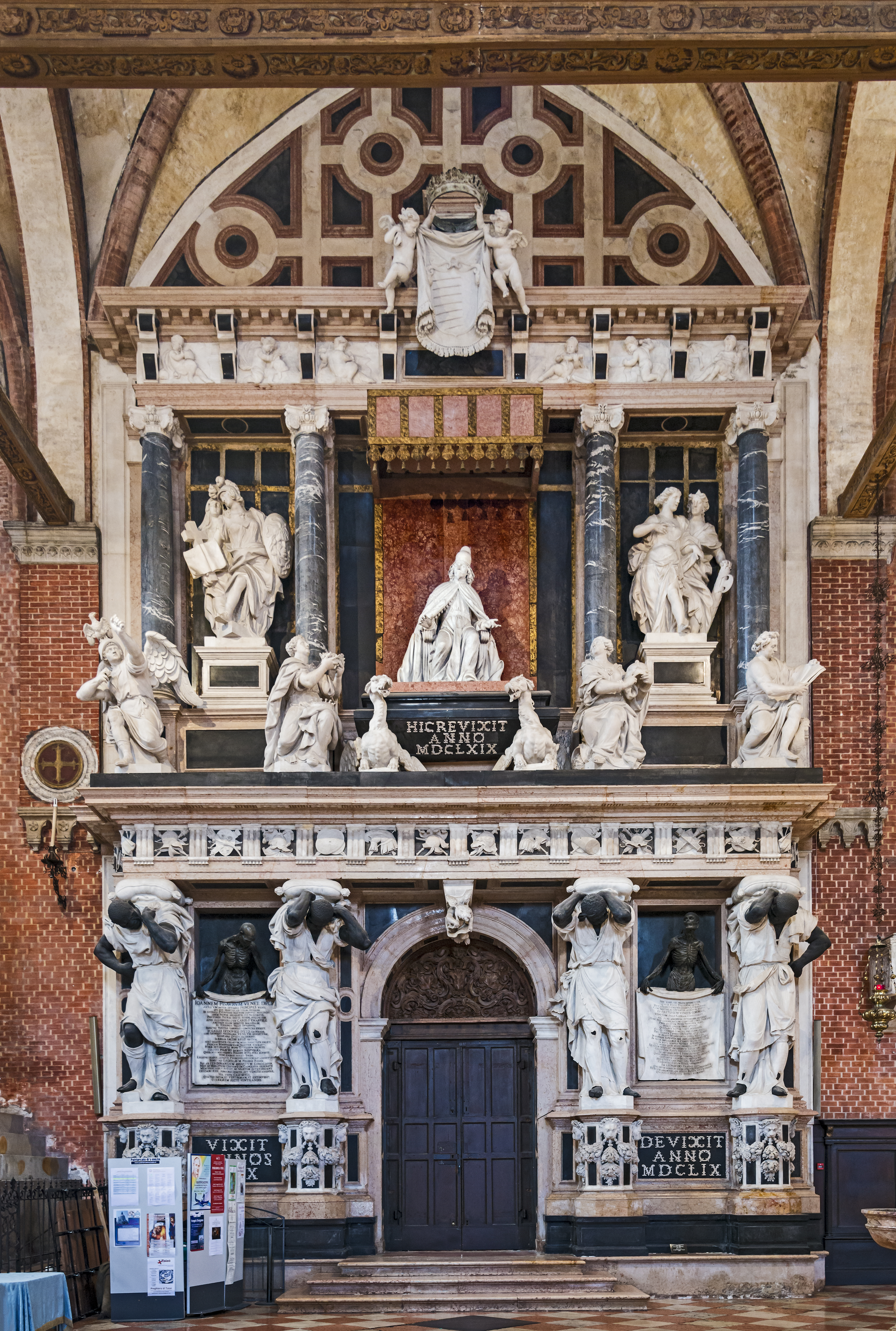
Grafmonument van de Doge Giovanni Pesaro, naar een ontwerp van Longhena (Santa Maria Gloriosa dei Frari)

## Galerij

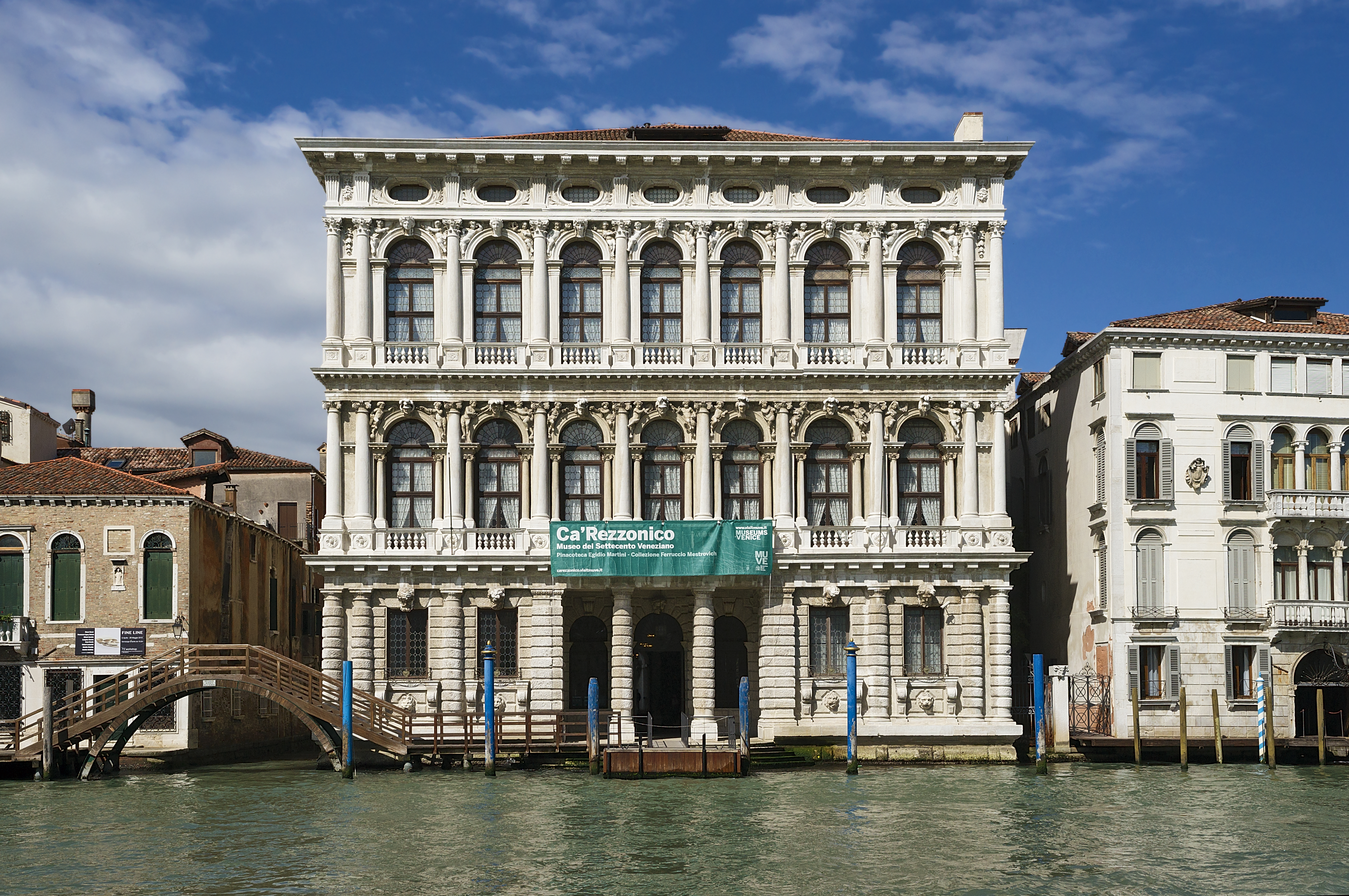
Ca' Rezzonico
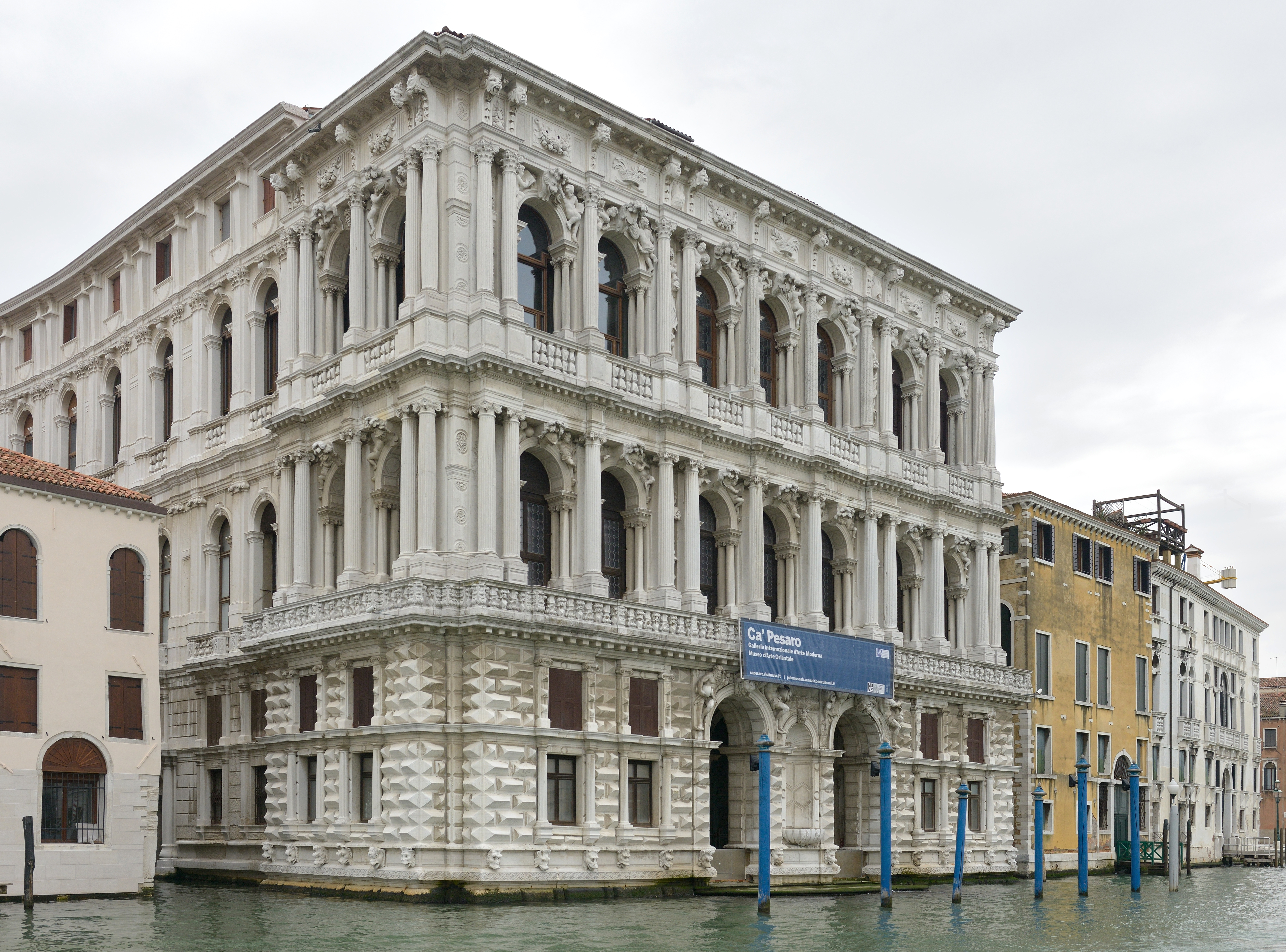
Ca' Pesaro
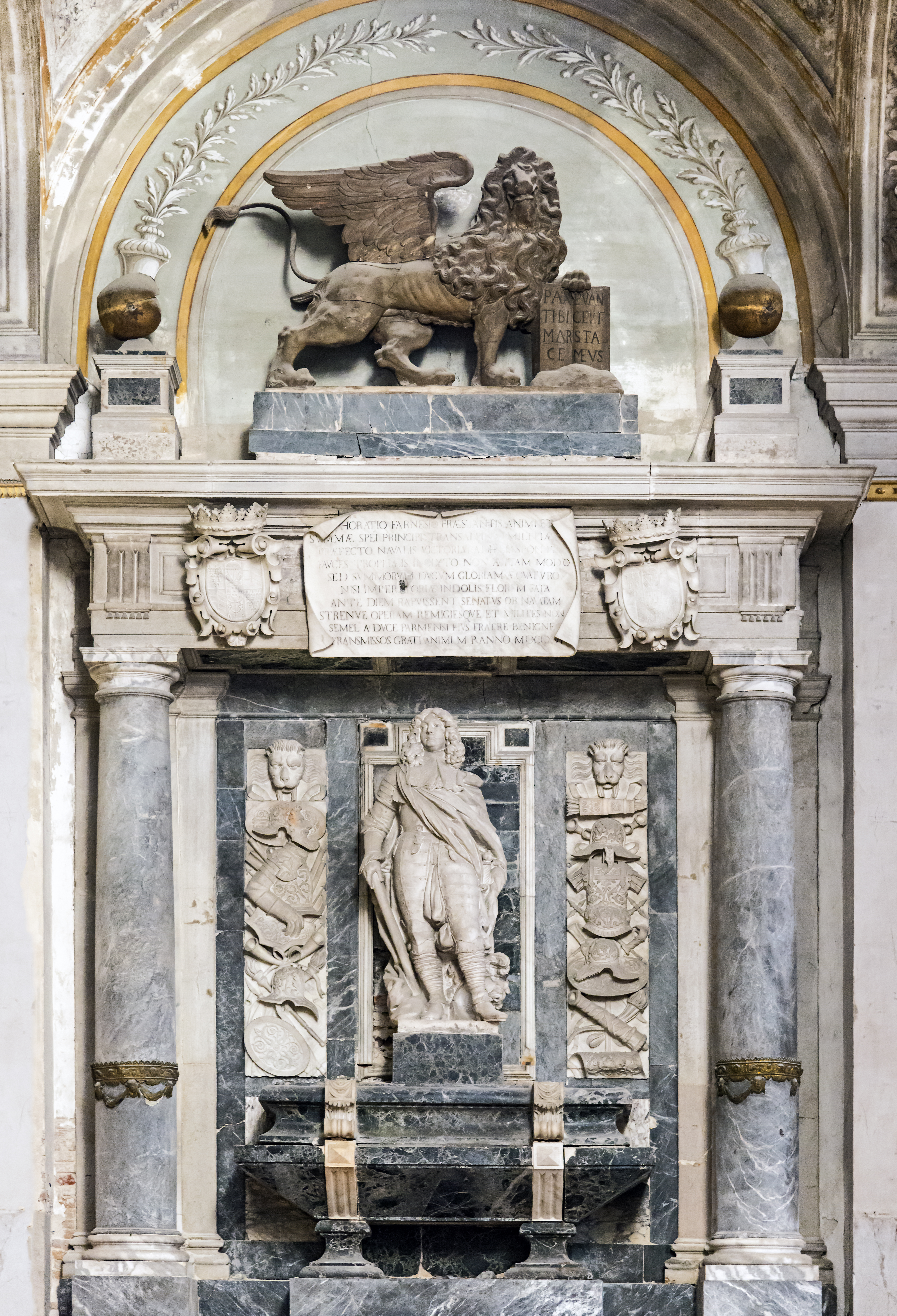
Monument voor generaal Orazio Farnese